# Golfclub Gstaad - Saanenland
De golfbaan van Golfclub Gstaad - Saanenland ligt buiten het Zwitserse dorp Gstaad. Hij ligt in het Berner Oberland op een hoogte van ongeveer 1400 meter en is gesloten van 31 oktober tot 1 mei.
Zwitserland heeft bijna 80 golfclubs, inclusief dertien die voor de Tweede Wereldoorlog werden opgericht. De golfclub van Gstaad werd in 1961 opgericht en had vanaf 1962 een 9-holes baan. Het is een van de oudste naoorlogse golfclubs. De baan werd aangelegd door John Chilver-Stainer uit Brig en in 1995-1998 uitgebreid tot 18 holes. Er is ook een drivingrange die sindsdien 45 plekken heeft. De baan biedt uitzicht over het dal van Obersimmen en wordt omringd door de Alpen.
Het restaurant van de golfclub is alleen tijdens het golfseizoen geopend en heeft 14 GaultMillau-punten. Het wordt geleid door chef Robert Speth uit Ravensburg, Duitsland.